# Rubus ulmifolius
Espèce
La Ronce à feuilles d'Orme (Rubus ulmifolius) est une espèce de plantes à fleurs de la famille des Rosacées.
C'est une ronce buissonnante, épineuse. Comme beaucoup de Rubus c'est une espèce polymorphe.

## Étymologie
Ulmifolius: les folioles ressemblent aux feuilles de l'Orme (Ulmus).

## Description
Rubus ulmifolius possède des turions arqués, marqué par un petit canal en gouttière sur ses faces. Ses tiges, de couleur glauque, armées d’aiguillons sont recouvertes d'une pellicule poudreuse appelé pruine.
Les feuilles courbées vers l'extérieur, sont de couleur glauque sur les faces supérieures et blanche duveteuse sur les faces inférieures. Les feuilles sont composées de trois à cinq folioles peu profondément dentées, la feuille terminale est obovale.
Les rameaux florifères sont anguleux. Les fleurs sont regroupées en inflorescence pyramidale et munies d'un long pédoncule garni d'aiguillons en forme de faucille. Fleurs à cinq pétales rose vif, de forme presque circulaire et cinq sépales duveteux.
Le fruit est une polydrupe comestible (mûre) localement très appréciée.

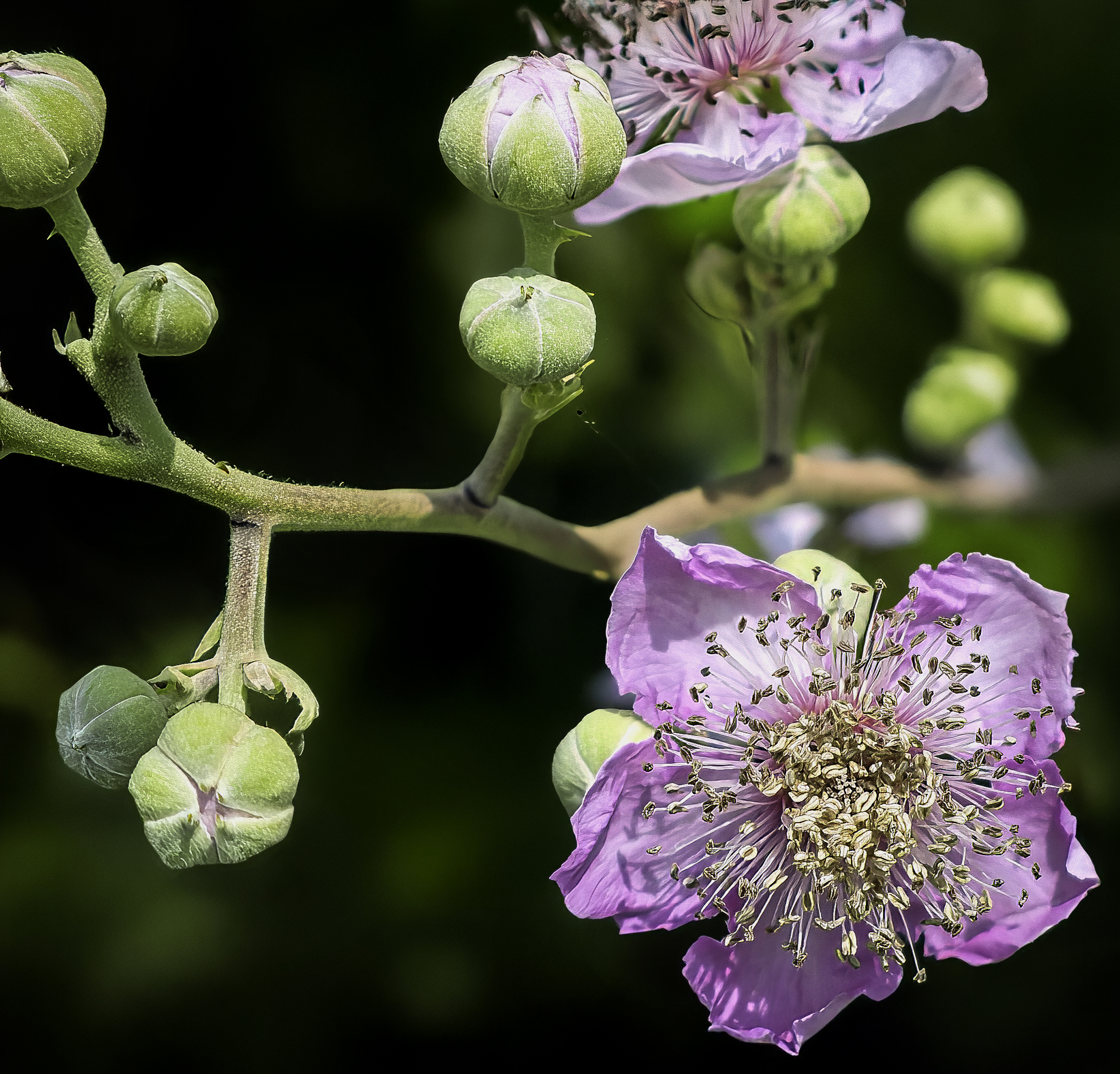
Fleur et boutons
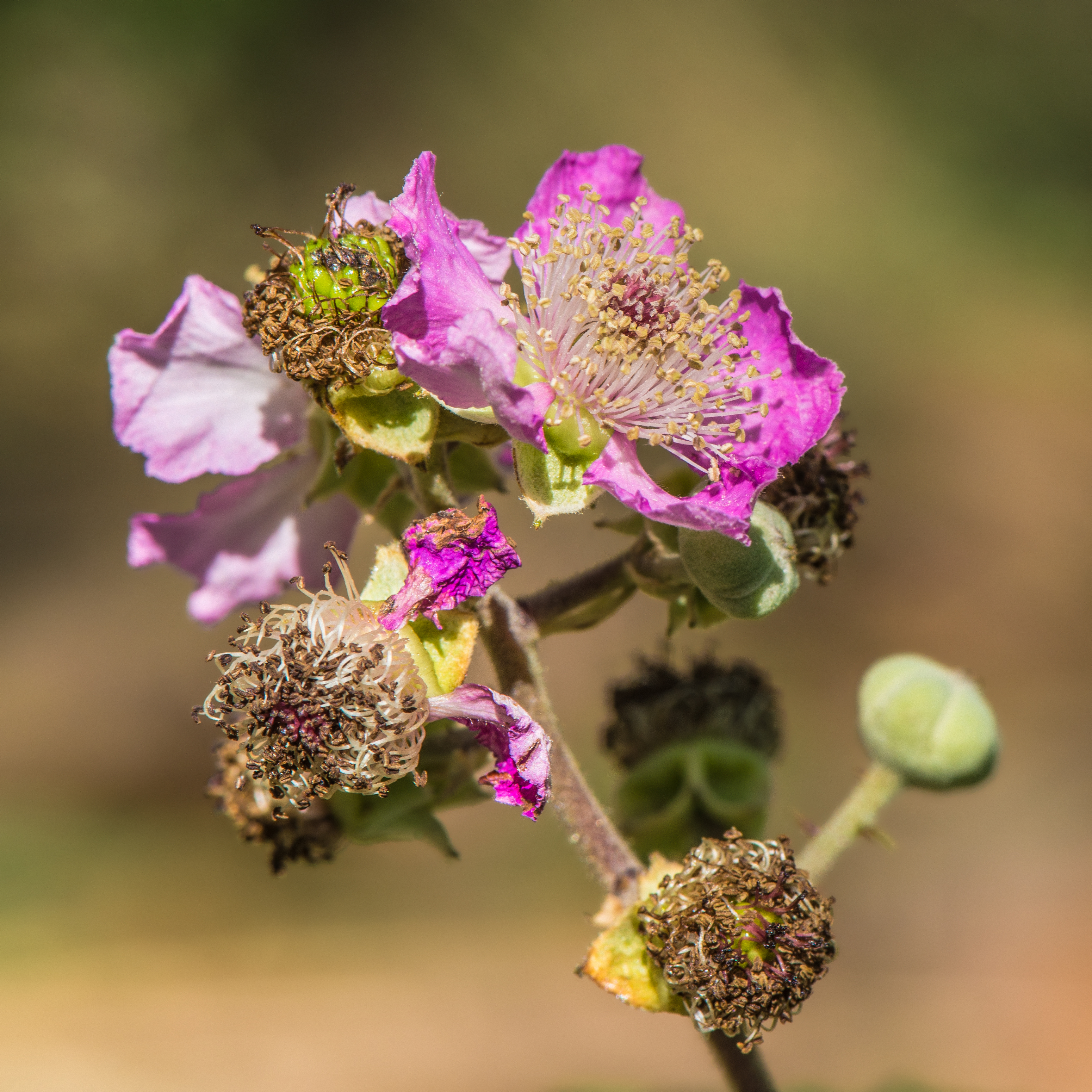
Fleur et boutons, à Vias dans l'Hérault, en France.

## Propagation
La plante produit des stolons et a des rameaux en forme d’arches qui peuvent mesurer plus de 3 m d’envergure. Ces rameaux se ramifient de façon exponentielle et multidirectionnelle en se marcottant au fur et à mesure de leur croissance, ce qui permet d'exploiter différents points du sol souvent pauvre dans lequel la plante peut se développer.

## Habitat et répartition
Ce Rubus aime les expositions ensoleillées, on le rencontre à l'état naturel dans le pourtour Méditerranéen.

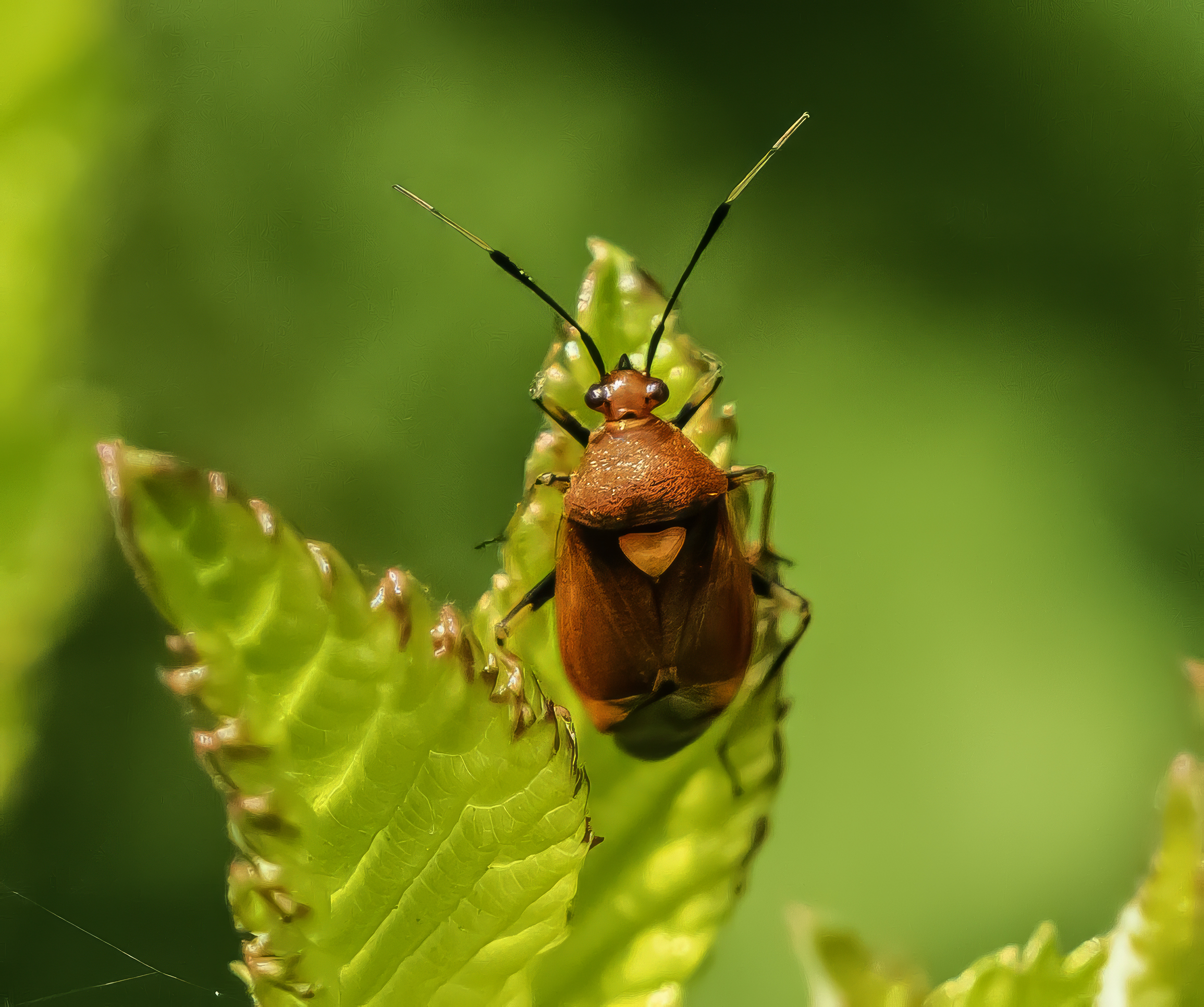
Punaise Deraeocoris olivaceus sur Rubus ulmifolius

## Variétés
- Rubus ulmifolius var. inermis
- Rubus ulmifolius var. ulmifolius

## Utilisation
Cette ronce est utilisée pour recoloniser les milieux arides soumis à l'érosion.